# کاپیتول ایالت نیویورک

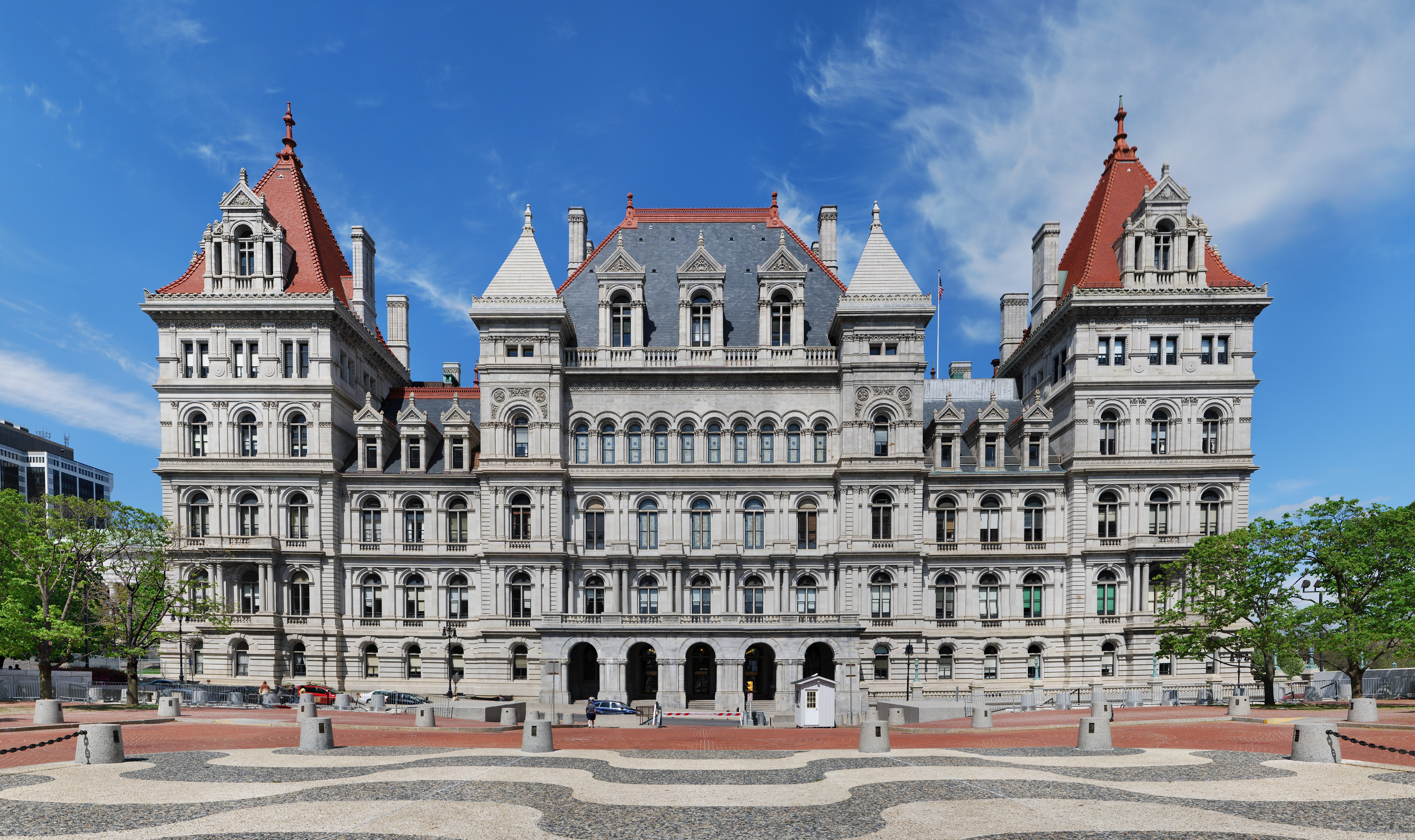
نمای پانوراما از ساختمان پاییتخت ایالت نیویورک

ساختمان پایتخت ایالت نیویورک (New York State Capitol) بنایی است که شاخه مقننه ایالت نیویورک در آن قرار دارد که هم مجلس عوام ایالت است و هم مجلس سنا.
معماران بنا عبارتند از:
- توماس فولر
- لئوپولد ایدلیتز
- هنری هابسون ریچاردسون
- آیزاک جی پری

بنای کنونی در سال ۱۸۹۹ ساخته گردید و در آلبانی قرار دارد.

## نگارخانه

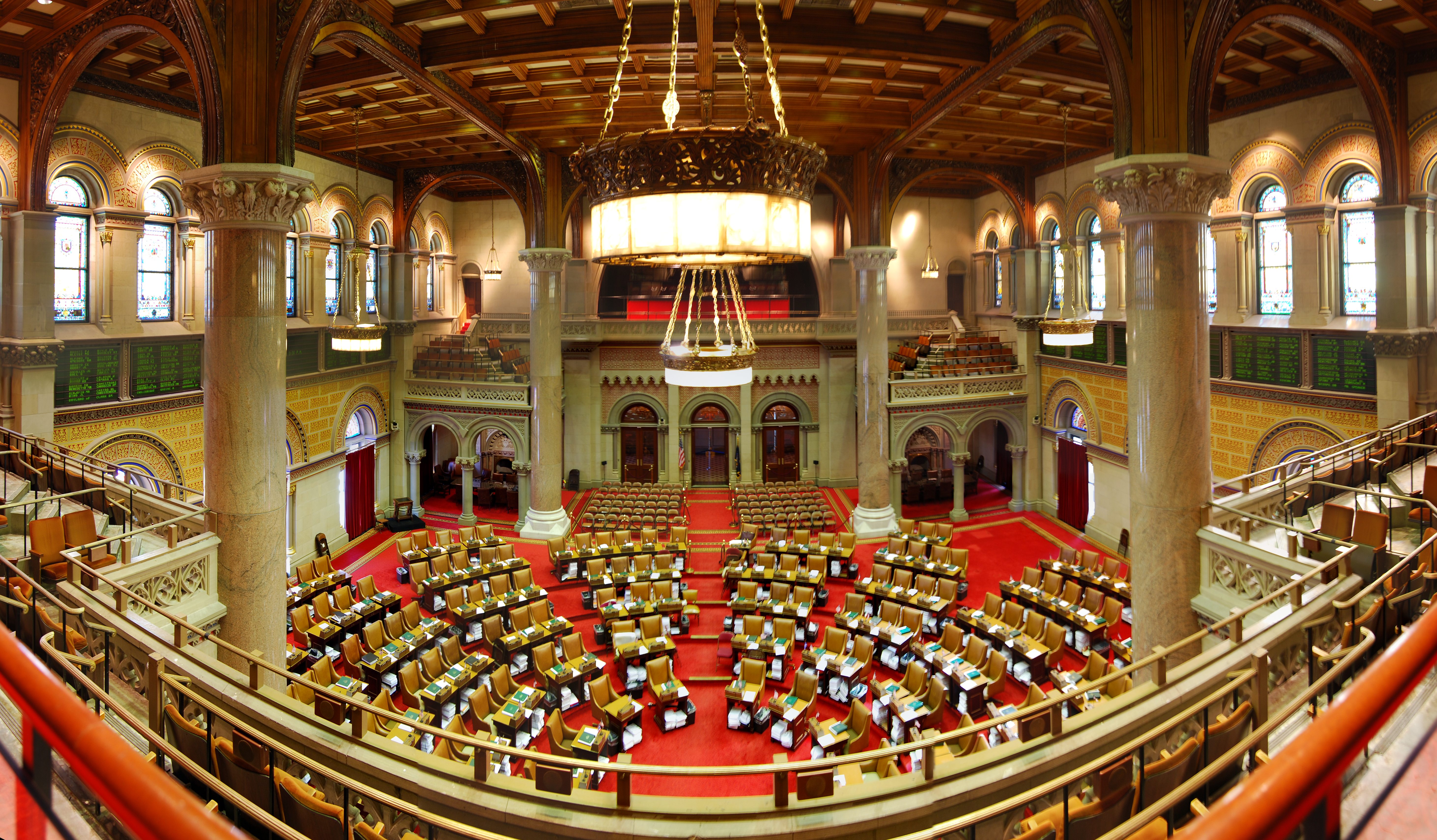
تالار مجمع نمایندگان نیویورک
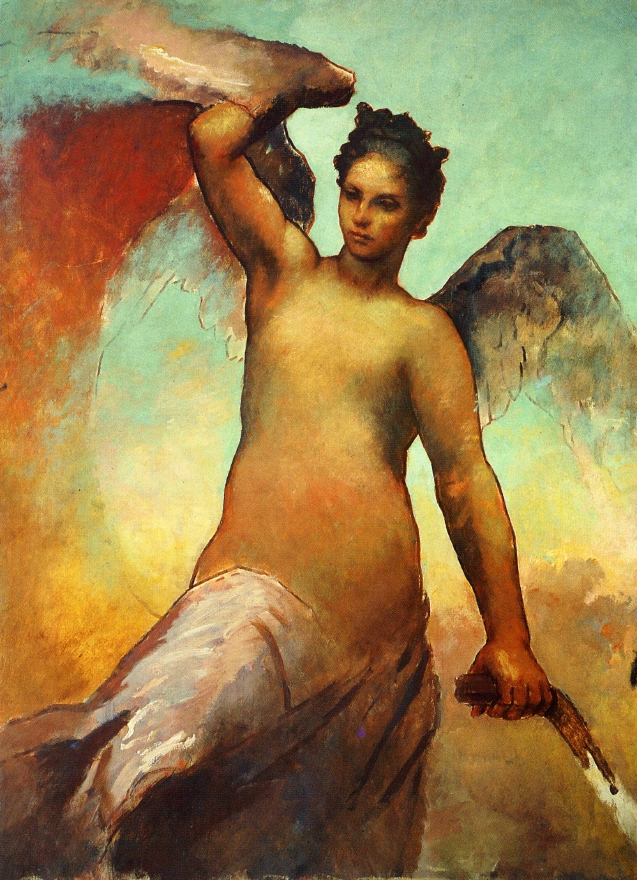
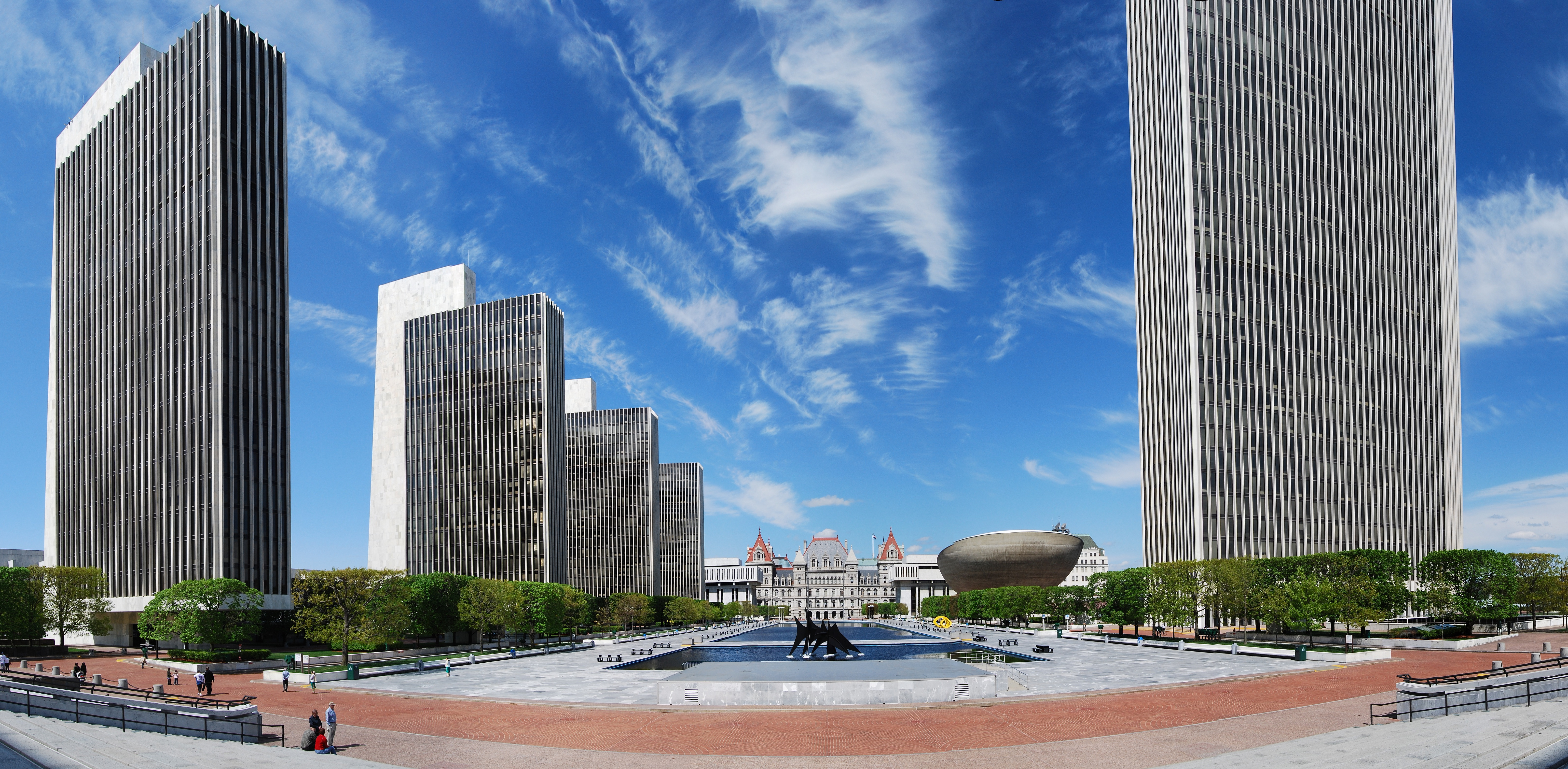
نمای پانوراما از امپایر استیت پلازا
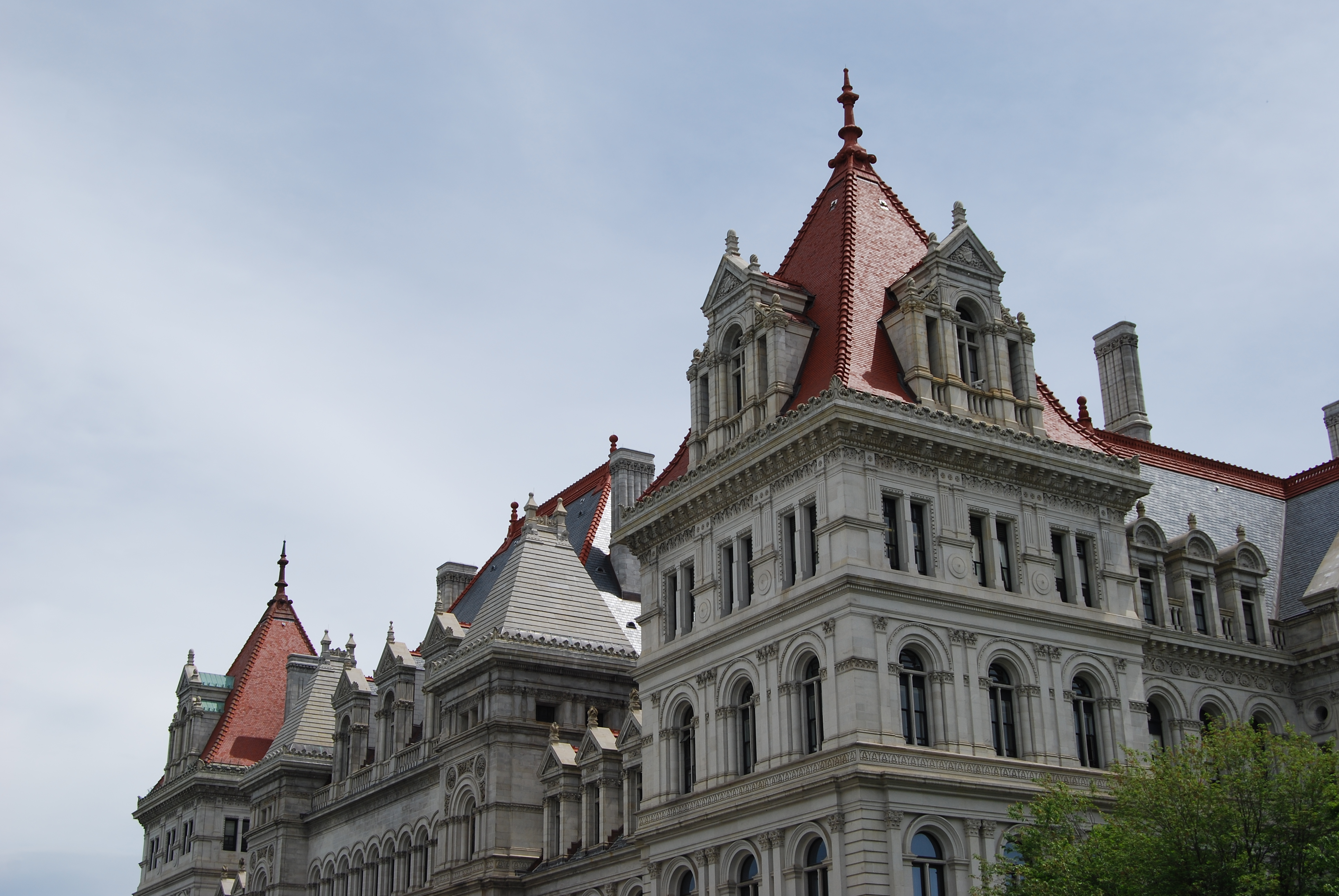
هنر ساختمان پاییتخت ایالت نیویورک